# The Breath of Scandal

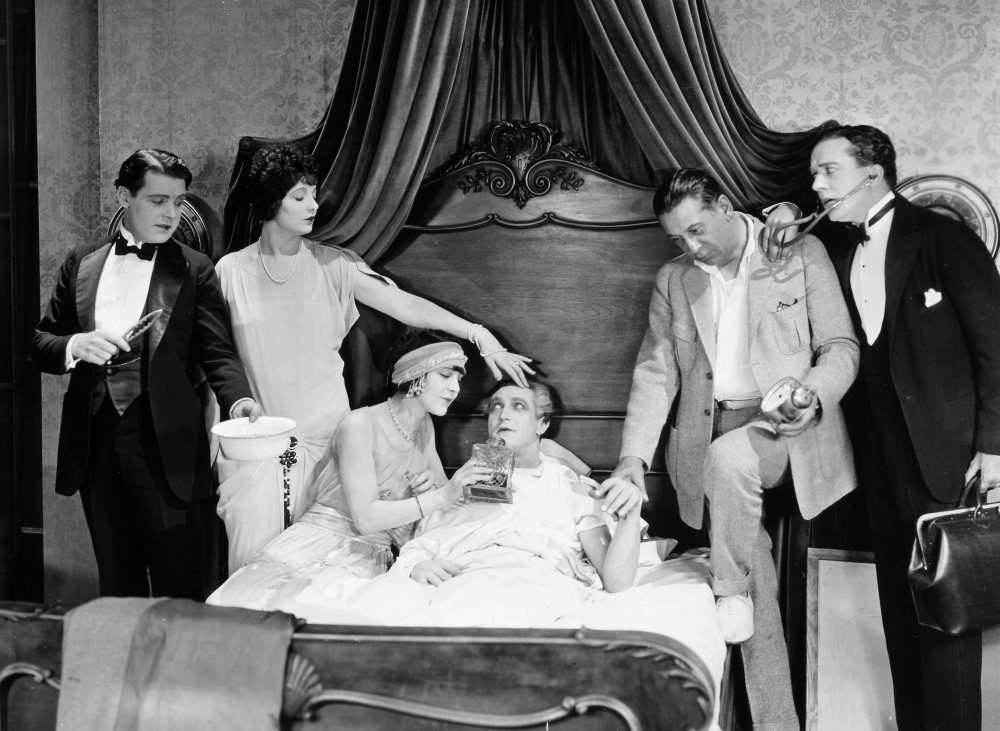
Photo promotionnelle du film.

The Breath of Scandal est un film réalisé par Louis Gasnier et sorti en 1924.

## Fiche technique
- Réalisation : Louis Gasnier
- Scénario : Eve Unsell d'après le roman The Breath of Scandal d'Edwin Balmer[1]
- Production : B.P. Schulberg
- Photographie : Harry Perry
- Société de production : B. P. Schulberg Productions
- Distributeur : Preferred Pictures
- Durée : 70 mintues (7 bobines)[2]
- Date de sortie : 
  - États-Unis : 1er septembre 1924

## Distribution
- Betty Blythe : Sybil Russell
- Patsy Ruth Miller : Marjorie Hale

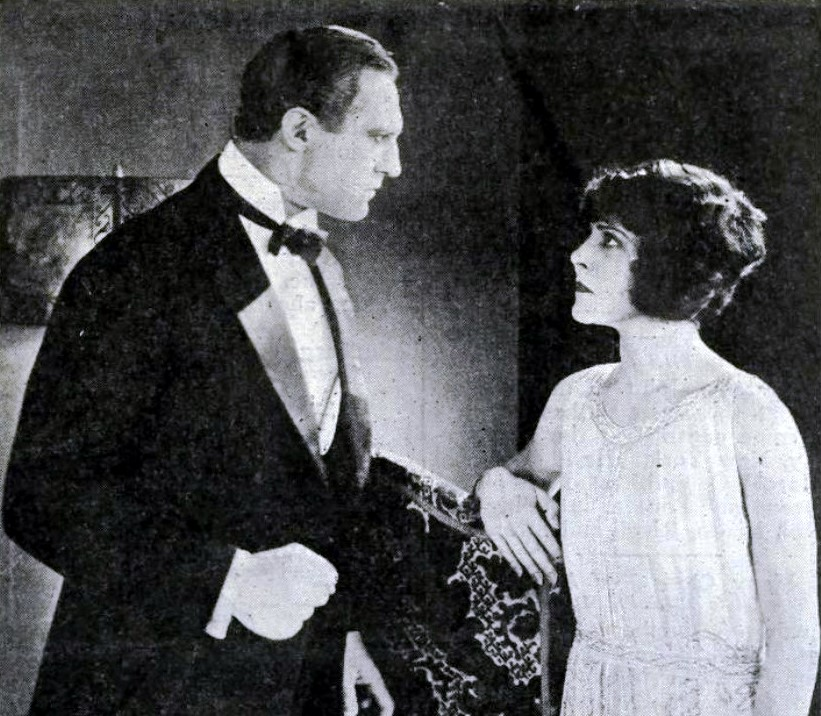
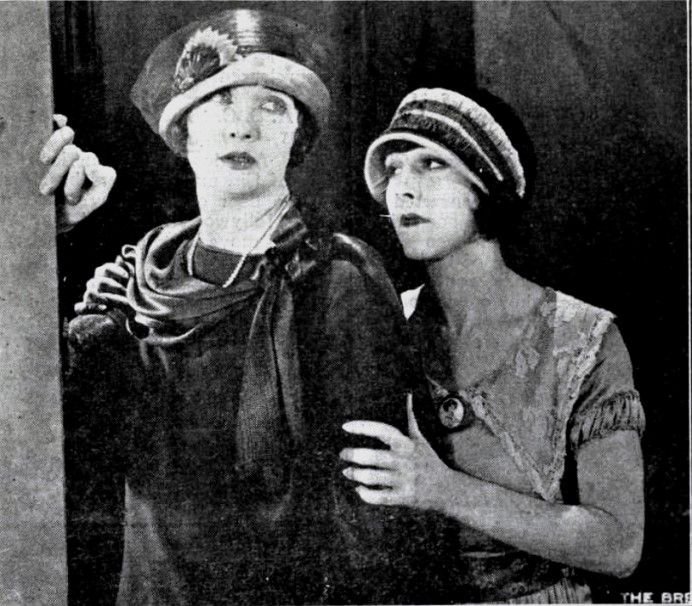
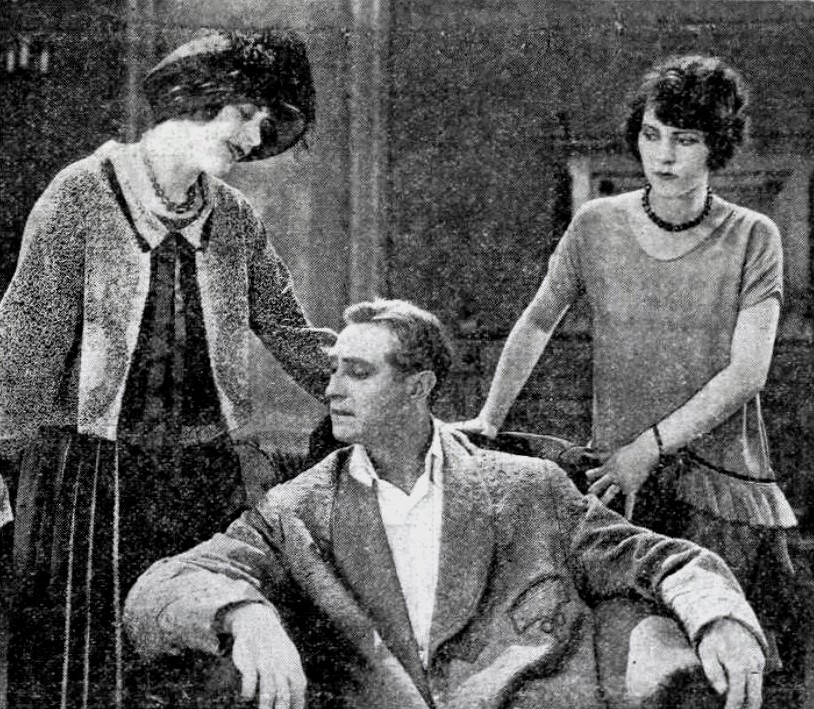
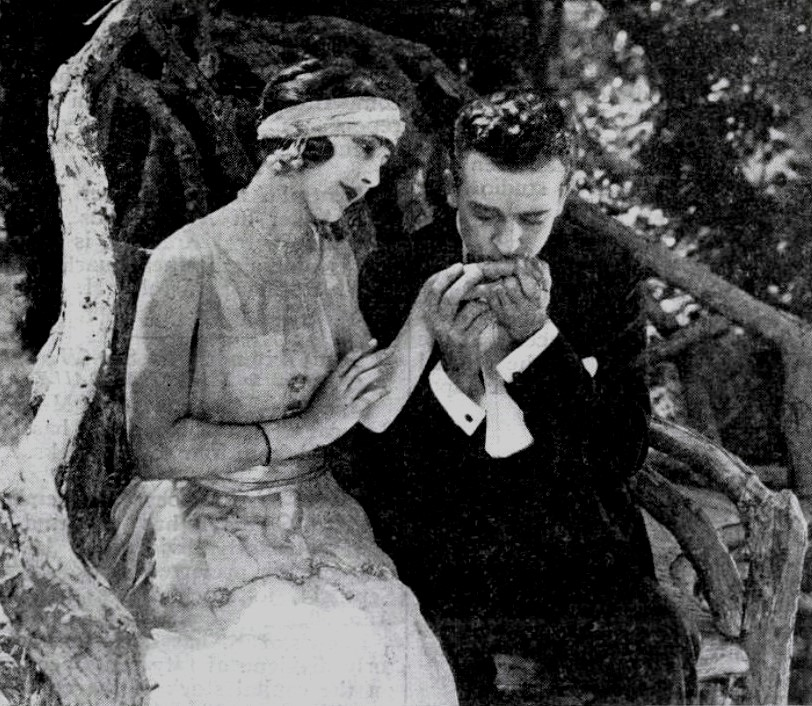

- Jack Mulhall : Bill Wallace
- Myrtle Stedman : Helen Hale
- Lou Tellegen : Charles Hale
- Forrest Stanley : Gregg Mowbry
- Frank Leigh : Sybil's husband
- Phyllis Haver : Clara Simmons
- Charles Clary : Atherton Bruce
- Anna Q. Nilsson